# 新亭车辆基地
新亭车辆基地（：／ Sinjeong Charyang Saeopso */?）是首尔交通公社位于首尔阳川区的一座地鐵車輛基地，在首尔地铁2号线新亭支线附近。这个车辆段主要用于首尔地铁2号线的2000系VVVF和2000系MELCO列车的修理维护和停放。本车辆基地拥有上盖建筑，并静态保存有车组编号101（车厢编号1001-1101-1301）及102（车厢编号1102-1302-1002）的1000系电阻控制列车，与及2000系MELCO编号2001F（车厢编号2001-2101-2301-2501）列车。